# Geografia da Áustria
O oeste e sul da Áustria estão situados nos Alpes, o que faz do país um destino bem conhecido de desportos de inverno. A montanha mais elevada é o Grossglockner, com 3 798 metros, seguida pelo Wildspitze (3 774 m).
O norte e o leste do país são na sua maior parte terreno ondulado. O clima é temperado, com invernos frios e verões frescos.

## Localização
Localização - Europa Central, a norte da Itália e da Eslovénia
Coordenadas geográficas - 47º 20' N, 13º 20' E
Referências cartográficas - Europa
país interior; localização estratégica dos entroncamentos da Europa central, com muitas passagens e vales alpinos de travessia fácil; o principal rio é o Danúbio; a população concentra-se nas terras baixas do leste devido às vertentes inclinadas, fracos solos e baixas temperaturas das restantes regiões

## Fronteiras
Área
- total - 83 858 km²
- terra - 82 738 km²
- água - 1 120 km²

Fronteiras terrestres
- total - 2 562 km
- países fronteiriços
  - Alemanha - 784 km
  - Itália - 430 km
  - Hungria - 366 km
  - República Checa - 362 km
  - Eslovénia - 330 km
  - Suíça - 164 km
  - Eslováquia - 91 km
  - Liechtenstein - 35 km

Costa - 0 km (país interior)

## Hidrografia
Reivindicações marítimas - nenhuma (país interior)

## Clima
As terras baixas no norte e leste têm climas mais continentais, com invernos frios, verões mais quentes e precipitação moderada ao longo do ano. As áreas do sudeste têm verões mais longos e quentes, quase como os do mediterrâneo. A parte oeste do país tem maior influência do oceano atlântico, consequentemente há uma maior quantidade de precipitação e temperaturas com menos variação ao longo do ano. As condições geográficas do país deram formação à zona climática alpina (a cada 300m de elevação há uma mudança de 5 °C de temperatura).

## Topografia
Terreno - no oeste e no sul, principalmente montanhas (os Alpes); ao longo dos extremos leste e norte, principalmente plano ou suavemente ondulado
Extremos de elevação
- ponto mais baixo: Neusiedler See - 115 m
- ponto mais elevado: Grossglockner - 3 798 m

## Meio ambiente
Perigos naturais - ND
Ambiente - problemas atuais - alguma degradação florestal causada por poluição do ar e dos solos; poluição dos solos causada pelo uso de químicos agrícolas; poluição do ar causada pelas emissões de centrais termoeléctricas e instalações industriais movidas a carvão ou petróleo e pelo trânsito de veículos pesados entre a Europa do norte e do sul.
Ambiente - acordos internacionais
- é parte de
  - Poluição do Ar
  - Poluição do Ar - Óxidos de Azoto
  - Poluição do Ar - Enxofre 85
  - Poluição do Ar - Enxofre 94
  - Poluição do Ar - Compostos Orgânicos Voláteis
  - Tratado da Antártida
  - Biodiversidade
  - Mudanças Climáticas
  - Desertificação
  - Espécies Ameaçadas
  - Modificação Ambiental
  - Resíduos Perigosos
  - Lei do Mar
  - Banimento de Testes Nucleares
  - Protecção da Camada de Ozono
  - Poluição Provocada por Navios
  - Madeiras Tropicais 83
  - Madeiras Tropicais 94
  - Zonas Húmidas
  - Caça à Baleia
- assinou mas não ratificou
  - Poluição do Ar - Poluentes Orgânicos Persistentes
  - Antártico - Protocolo Ambiental
  - Mudanças Climáticas - Protocolo de Quioto

## Outros dados
Recursos naturais - minério de ferro, petróleo, madeira, magnesite, chumbo, carvão, lignite, cobre e potencial hidroeléctrico
Uso da terra
- terra arável - 16,3%[4]
- cultivo permanente - 1%
- pastagens permanentes - 23%
- florestas - 39%
- outros - 20% (estimativas de 1996)

Terra irrigada - 40 km² (est. 1993)